# Corrado Giaquinto

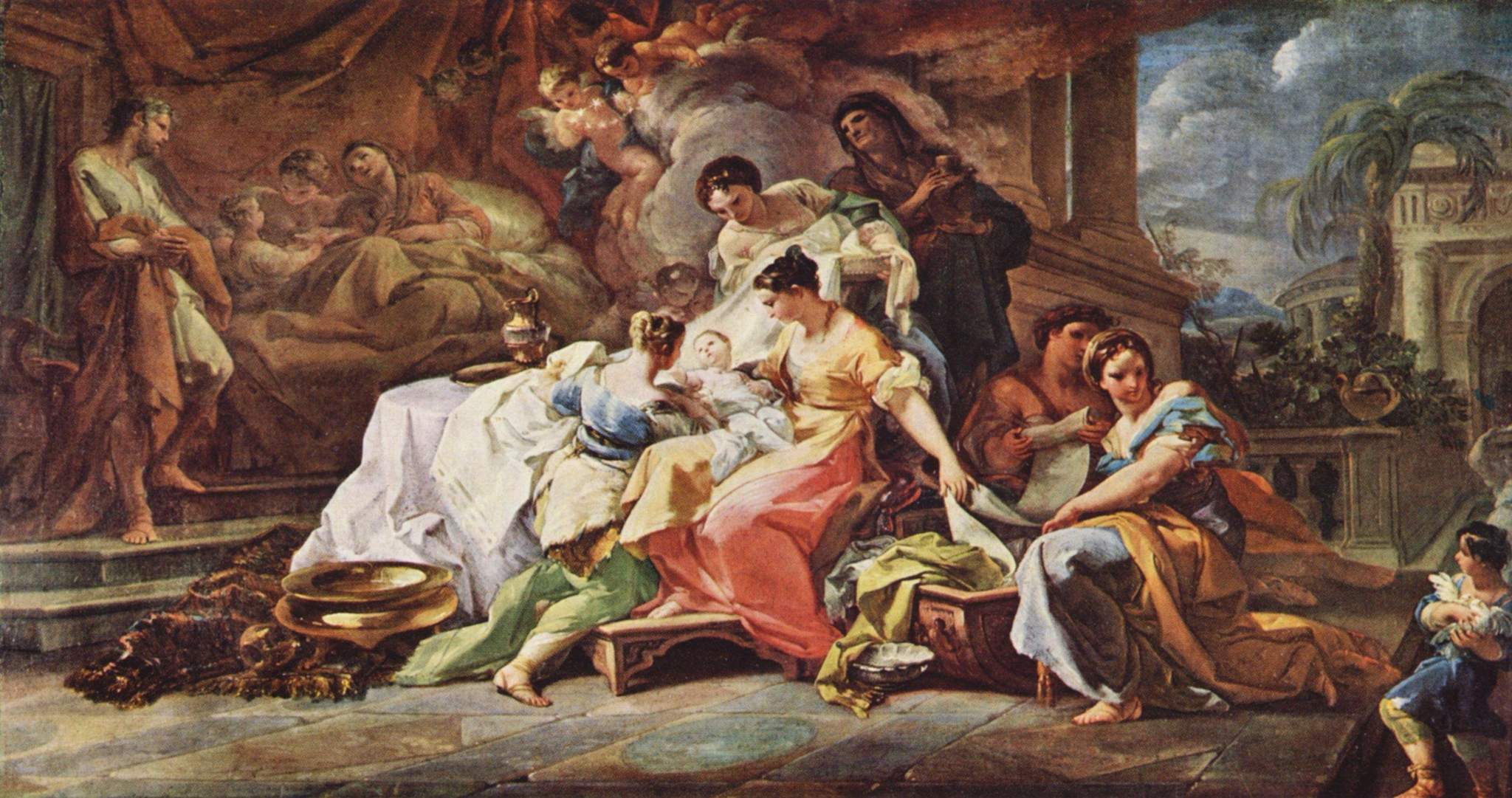
Corrado Giaquinto, Narodziny Marii (1740-50)

Corrado Giaquinto (ur. 1703 w Molfetta, zm. 1765 w Neapolu) – włoski malarz okresu rokoka.
Był uczniem Francesca Solimeny w Neapolu i Sebastiana Conca w Rzymie. W l. 1733 i 1740 działał w Turynie. W 1742 ponownie pracował w Rzymie, gdzie powstało dzieło Trójca Święta z wyzwolonymi niewolnikami – obraz ołtarzowy do kościoła Trinita degli Spagnoli. W 1752 na zaproszenie króla Ferdynanda VI Hiszpańskiego udał się do Madrytu. Tam został mianowany nadwornym malarzem i dyrektorem Akademii Sztuk Pięknych św. Ferdynanda. W 1765 wyjechał do Neapolu, gdzie umarł z powodu choroby.
Malował obrazy i cykle fresków o tematyce religijnej, mitologicznej i alegorycznej. Jego dzieła odznaczają się niezwykłym dramatyzmem, upodobaniem do śmiałych i wyrafinowanych kolorów oraz efektownym układem póz i gestów licznych postaci.

## Wybrane dzieła
- Alegoria Pokoju i Sprawiedliwości (1759-60) – Madryt, Prado
- Apollo i Bachus – Madryt, Prado
- Chwała świętych (1754) – Madryt, Prado
- Mojżesz uderzający w skałę – Londyn, National Gallery
- Narodziny Marii (1682) – Florencja, Uffizi
- Pokłon Trzech Króli (ok. 1725) – Boston, Museum of Fine Arts
- Święty Michał pokonujący Lucyfera (1720-25) – Rzym, Pinakoteka Watykańska
- Ucieczka do Egiptu (1740-42) – Paryż, Luwr
- Zdjęcie z krzyża – Madryt, Prado